# دانييلو بارتولي
دانييلو بارتولي (12 فبراير 1608-13 يناير 1685) كاتب ومؤرخ يسوعي إيطالي، اهتم به الشاعر جياكومو ليوباردي باعتباره «دانتي النثر الإيطالي».

## فيرارا
ولد في فرارة. كان والده تيبورزيو كيميائيًا مرتبطًا ببلاط إستي لألفونسو الثاني من إيستي. عندما رفضت البابوية الاعتراف بخليفته غير الشرعي، انتقل البلاط في عام 1598 ليصبح تحت حكم سيزار من إيستي، دوق مودينا. خلال أحداث شينكويشينتو وبسبب مجموعة من الكتاب بمن فيهم أرسطو وتاسو كانت فيرارا النهضة هي العاصمة الأدبية للأدب الإيطالي جنبًا إلى جنب مع فلورنسا، في حين أن لغة روما البابوية كانت اللاتينية الإنسانية. تتضح هويته كفيراري ولومباردي في اسمه المستعار وهو، فيرانتي لونغوباردي، الذي استخدمه للحفاظ على استقلاله عن الاستبداد اللغوي لفلورنسا في كتاب «Il torto ed il diritto del "Non si può» (1655).

## الدعوة والدراسات
كان دانييلو الأصغر بين ثلاثة أبناء وعمره بالكاد خمسة عشر عامًا عندما تلقى دعوة للجمعية اليسوعية في عام 1623. بعد أن حرمه أولياء أمره بسبب مواهبه الأدبية الواضحة من البعثات إلى جزر الهند التي تحدث عنها لاحقًا، حصل على درجة امتياز عالية في العلوم والآداب. بعد فترة تدريب استمرت عامين في نوفيلارا، استأنف بارتولي دراسته في بياتشينزا عام 1625. في بارما (1626-1629) أكمل دراسته الفلسفية بين عامي (1629-1634) ودرّس القواعد والبلاغة للأولاد في المدرسة اليسوعية. في عهد العلماء اليسوعيين جيوفاني باتيستا ريتشيولي ونيكولو زوتشي، شارك بارتولي في شبابه، مع معاصره الأصغر منه فرانسيسكو ماريا غريمالدي، في تجارب واكتشافات جديرة بالملاحظة عن السماوات الكوكبية. يُنسب إلى بارتولي وزوتشي أنهما كانا من أوائل من رأوا الأحزمة الاستوائية على كوكب المشتري في 17 مايو 1630. عاد في شيخوخته إلى عالم العلوم. رُسم كاهنًا عام 1634 وواصل دراسته في ميلانو وبولونيا. كان في الثلاثينيات من عمره واعظًا محترمًا يلقي خطب الصوم في الكنائس اليسوعية الرئيسية في إيطاليا بما فيها التي في فيرارا وجنوة وفلورنسا وروما. نشر أثناء وجوده في فيرارا أيضًا مجموعة من القصائد تحت اسم ابن أخيه، حيث لم يسمح لليسوعيين في إيطاليا بنشر الشعر. اقتبس في أول عمل منشور له من عدد منها، تحت اسم مجهول. أعلن بارتولي في سن الخامسة والثلاثين نذوره الأخيرة بصفته يسوعيًا معلنًا في بستويا في 31 يوليو 1643. في عام 1645، أطلقته أطروحته عن رجل الآداب، «L'huomo di lettere difeso ed emendato catapulted» إلى الشهرة الوطنية والشهرة الدولية بصفته كاتبًا معاصرًا رائدًا في عصر الباروكية العالي. اعتُبرت أطروحته لبقية القرن تحفة من المعرفة والبلاغة. أصبحت جزءًا أساسيًا في صناعة الطباعة الإيطالية وتم طلبها وترجمتها كثيرًا. طلبت كريستينا، ملكة السويد، خلال عملية تحولها إلى الكاثوليكية الرومانية على يد اليسوعيين في خمسينيات القرن السابع عشر، إرسال نسخة على وجه الخصوص من هذا العمل الشهير إليها في ستوكهولم. نجا، أثناء توجهه إلى الوعظ في باليرمو، من تحطم سفينة قبالة كابري عام 1646، لكنه فقد مخطوطات مواعظه. بسبب شهرته المتزايدة، أوقف رؤساؤه عقده كواعظ متجول وأحضروه بشكل دائم إلى مقر النظام في روما. تم تعيينه في عام 1648 مؤرخًا يسوعيًا وقضى العقود الأربعة التالية في كتابة تاريخه العظيم، بالإضافة إلى أطروحاته الأخلاقية والروحية والعلمية.